# بود جاميسون
باد جاميسون (بالإنجليزية:Bud Jamison) (مواليد 15 فبراير 1894 - توفي 30 سبتمبر 1944). ممثل سينمائي أمريكي. ظهر في 450 فيلمًا بين عامي 1915 و 1944.

## روابط خارجية
- بود جاميسون على موقع IMDb (الإنجليزية)
- بود جاميسون على موقع ألو سيني (الفرنسية)
- بود جاميسون على موقع أول موفي (الإنجليزية)
- بود جاميسون على موقع قاعدة بيانات الأفلام السويدية (السويدية)
- بود جاميسون على موقع قاعدة بيانات الفيلم (الإنجليزية)
- بود جاميسون على موقع كينوبويسك (الروسية)
- بود جاميسون على موقع فايند أغريف
- Bud Jamison at threestooges.net